# Physical
"Physical" é uma canção da cantora inglesa criada na Austrália Olivia Newton-John, lançada como primeiro single do álbum homônimo de 1981. A canção atingiu a primeira posição da parada norte americana Billboard Hot 100, onde permaneceu por 10 semanas. O clipe da canção criou polêmica por mostrar homens seminus em uma época bastante conservadora nos Estados Unidos. A canção foi eleita em 2012 pela Revista Billboard como a mais sexy de todos os tempos. 